# Cantonul Lambesc
Cantonul Lambesc este un canton din arondismentul Aix-en-Provence, departamentul Bouches-du-Rhône, regiunea Provence-Alpes-Côte d'Azur, Franța.

## Comune
- Charleval
- Lambesc (reședință)
- La Roque-d'Anthéron
- Rognes
- Saint-Cannat
- Saint-Estève-Janson